# Solanum bukasovii
Solanum bukasovii es una especie de planta fanerógama perteneciente a la familia Solanaceae. Es originaria de Perú en el Departamento de Junín.

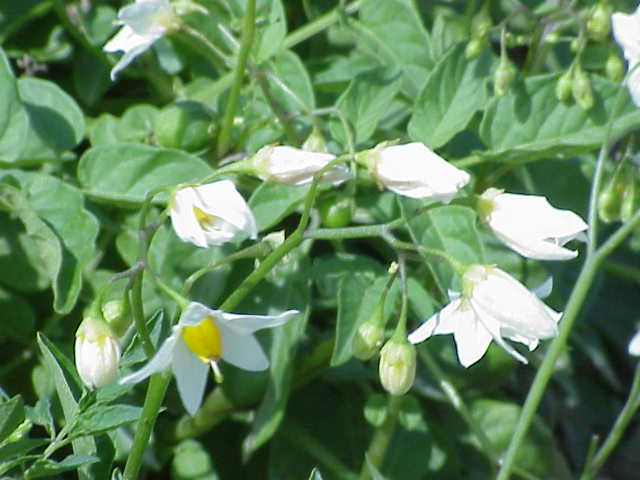
Flores

## Taxonomía
Solanum bukasovii fue descrita por Serguéi Yuzepchuk ex Rybin y publicado en Bulletin de l'Academie des Sciences de l'URSS : Serie Biologique 303. 1937.
Etimología
Solanum: nombre genérico que deriva del vocablo Latíno equivalente al Griego στρνχνος (strychnos) para designar el Solanum nigrum (la "Hierba mora") —y probablemente otras especies del género, incluida la berenjena— , ya empleado por Plinio el Viejo en su Historia naturalis (21, 177 y 27, 132) y, antes, por Aulus Cornelius Celsus en De Re Medica (II, 33). Podría ser relacionado con el Latín sol. -is, "el sol", debido a que la planta sería propia de sitios algo soleados.
bukasovii: epíteto otorgado en honor del botánico Serguéi Bukásov.
Variedad aceptada
- Solanum bukasovii var. multidissectum (Hawkes) Ochoa

Sinonimia
- Solanum abbottianum Juz.
- Solanum amabile Vargas
- Solanum bukasovii var. bukasovii
- Solanum canasense Hawkes
- Solanum canasense var. alba Vargas
- Solanum canasense var. calcense Vargas
- Solanum canasense var. intihuatanense Vargas
- Solanum canasense var. latifolia (Vargas) Ochoa
- Solanum canasense var. lechnoviczii (Hawkes) Ochoa
- Solanum canasense var. neohawkesii (Ochoa) Correll
- Solanum espinarense Vargas
- Solanum hapalosum Ochoa
- Solanum kaufmanii Bukasov, nom. nud.
- Solanum lechnoviczii Hawkes
- Solanum lechnoviczii var. latifolium Vargas
- Solanum multidissectum subsp. neohawkesii (Ochoa) Hawkes
- Solanum neohawkesii Ochoa
- Solanum ochoae Vargas
- Solanum pampasense A.D. Hawkes
- Solanum pumilum Hawkes
- Solanum punoense Hawkes
- Solanum sicuanum Hawkes
- Solanum soukupii Hawkes
- Solanum soukupii var. espinarense (Vargas) Ochoa[6]